# Campeonato colombiano 1965
El Campeonato colombiano 1965 fue el decimoctavo (18°.) torneo de la Categoría Primera A de fútbol profesional colombiano en la historia.

## Desarrollo
En esta temporada participaron 13 equipos, los mismos de la temporada anterior. Se jugaron cuatro vueltas (dos de local, dos de visitante) sumando 48 fechas.
Este campeonato significó el primer título del Deportivo Cali, el subcampeón fue Atlético Nacional.
Se jugaron 312 partidos y se anotaron 992 goles siendo Santa Fe el que más goles hizo con 99 en total, y el que más recibió fue el Cúcuta Deportivo con 102 goles en contra. El goleador fue Perfecto Rodríguez del Independiente Medellín con 38 goles.
Cabe anotar que debido a la situación del Cisma del fútbol colombiano el campeón no participó en la Copa Libertadores de América.

## Datos de los clubes
| Equipo                 | Departamento       | Ciudad      |
| ---------------------- | ------------------ | ----------- |
| América de Cali        | Valle del Cauca    | Cali        |
| Atlético Bucaramanga   | Santander          | Bucaramanga |
| Atlético Nacional      | Antioquia          | Medellín    |
| Cúcuta Deportivo       | Norte de Santander | Cúcuta      |
| Deportes Quindío       | Caldas             | Armenia     |
| Deportes Tolima        | Tolima             | Ibagué      |
| Deportivo Cali         | Valle del Cauca    | Cali        |
| Deportivo Pereira      | Caldas             | Pereira     |
| Independiente Medellín | Antioquia          | Medellín    |
| Millonarios            | Bogotá, D. C.      | Bogotá      |
| Once Caldas            | Caldas             | Manizales   |
| Independiente Santa Fe | Bogotá, D. C.      | Bogotá      |
| Unión Magdalena        | Magdalena          | Santa Marta |

## Clasificación
| Pos. | Equipo                 | Pts. | PJ | G  | E  | P  | GF | GC  | Dif. | Clasificación |
| ---- | ---------------------- | ---- | -- | -- | -- | -- | -- | --- | ---- | ------------- |
| 1    | Deportivo Cali         | 62   | 48 | 27 | 8  | 13 | 93 | 66  | +27  | Campeón.      |
| 2    | Atlético Nacional      | 60   | 48 | 22 | 16 | 10 | 71 | 58  | +13  |               |
| 3    | Millonarios            | 57   | 48 | 18 | 21 | 9  | 91 | 65  | +26  |               |
| 4    | Deportivo Pereira      | 56   | 48 | 22 | 12 | 14 | 92 | 56  | +36  |               |
| 5    | Santa Fe               | 56   | 48 | 22 | 12 | 14 | 99 | 74  | +25  |               |
| 6    | América de Cali        | 50   | 48 | 14 | 22 | 12 | 77 | 67  | +10  |               |
| 7    | Once Caldas            | 47   | 48 | 15 | 17 | 16 | 75 | 77  | −2   |               |
| 8    | Independiente Medellín | 46   | 48 | 16 | 14 | 18 | 90 | 91  | −1   |               |
| 9    | Atlético Bucaramanga   | 45   | 48 | 17 | 11 | 20 | 66 | 80  | −14  |               |
| 10   | Unión Magdalena        | 44   | 48 | 14 | 16 | 18 | 68 | 77  | −9   |               |
| 11   | Deportes Tolima        | 39   | 48 | 14 | 11 | 23 | 53 | 89  | −36  |               |
| 12   | Deportes Quindío       | 32   | 48 | 11 | 10 | 27 | 64 | 90  | −26  |               |
| 13   | Cúcuta Deportivo       | 30   | 48 | 10 | 10 | 28 | 53 | 102 | −49  |               |

 Fuente: Rsssf

## Resultados
| 1965                   | AME     | BUC     | CAL     | CUC     | MAG     | MED     | MIL     | NAL     | ONC     | PER     | QUI     | SFE     | TOL     |
| América de Cali        |         | 1:0 1:1 | 2:0 2:3 | 6:0 1:1 | 4:0 1:1 | 2:3 1:1 | 1:1 3:3 | 0:1 2:2 | 0:0 5:3 | 0:2 1:1 | 0:1 1:3 | 1:1 3:3 | 4:0 2:0 |
| Atlético Bucaramanga   | 2:2 1:0 |         | 4:2 4:3 | 1:0 2:1 | 1:2 1:1 | 3:2 3:1 | 0:1 1:4 | 2:2 1:0 | 1:1 2:1 | 0:1 1:1 | 1:0 3:2 | 2:3 1:0 | 1:1 5:0 |
| Deportivo Cali         | 0:0 1:2 | 1:1 5:2 |         | 2:0 1:0 | 3:2 4:0 | 4:2 0:0 | 1:1 1:0 | 2:1 1:0 | 2:0 2:1 | 1:0 4:0 | 6:0 2:1 | 3:2 0:3 | 3:1 1:1 |
| Cúcuta Deportivo       | 0:1 0:1 | 0:0 0:1 | 1:3 1:3 |         | 1:3 0:1 | 3:2 2:2 | 0:0 2:0 | 1:1 1:1 | 2:0 5:2 | 2:1 3:1 | 0:3 0:0 | 1:4 1:5 | 2:2 4:1 |
| Unión Magdalena        | 3:0 1:2 | 1:0 5:1 | 1:1 1:0 | 1:2 1:2 |         | 1:3 1:1 | 2:1 1:1 | 2:1 0:2 | 1:1 0:0 | 2:2 3:1 | 1:1 1:0 | 1:1 2:1 | 5:2 0:1 |
| Independiente Medellín | 2:2 1:0 | 0:1 1:0 | 1:2 3:4 | 4:0 4:2 | 1:1 3:3 |         | 1:5 0:0 | 4:1 1:1 | 5:2 3:0 | 1:0 0:3 | 5:3 2:1 | 2:1 1:3 | 0:1 4:0 |
| Millonarios            | 3:3 1:2 | 5:2 1:0 | 2:4 2:2 | 3:1 3:0 | 1:1 4:3 | 7:4 4:4 |         | 2:1 0:0 | 1:1 1:2 | 2:2 2:2 | 1:0 3:1 | 2:2 2:1 | 1:1 4:0 |
| Atlético Nacional      | 1:1 1:1 | 1:0 4:2 | 1:2 3:2 | 2:0 3:1 | 3:2 2:1 | 2:1 1:1 | 1:4 2:0 |         | 2:2 3:2 | 0:2 1:0 | 3:2 4:3 | 1:0 2:1 | 2:0 2:2 |
| Once Caldas            | 3:4 2:1 | 2:0 2:1 | 4:1 3:2 | 2:0 5:1 | 2:2 1:2 | 1:1 2:2 | 2:2 2:2 | 1:2 0:0 |         | 0:2 1:0 | 3:0 4:1 | 1:1 2:2 | 2:2 1:0 |
| Deportivo Pereira      | 2:2 2:3 | 1:0 5:1 | 2:1 1:1 | 5:1 6:1 | 2:0 1:1 | 0:0 4:1 | 1:1 2:0 | 1:2 1:1 | 0:0 2:0 |         | 2:0 2:0 | 3:1 3:1 | 5:1 5:0 |
| Deportes Quindío       | 2:2 0:0 | 4:0 1:1 | 1:2 2:1 | 0:0 3:4 | 1:1 2:0 | 4:2 1:3 | 1:1 0:2 | 2:0 0:1 | 0:1 2:0 | 1:3 3:2 |         | 1:1 2:2 | 5:2 1:2 |
| Independiente Santa Fe | 0:0 5:2 | 5:1 1:4 | 2:1 3:1 | 2:2 3:2 | 4:1 3:1 | 4:1 1:2 | 1:0 1:1 | 0:2 1:1 | 2:1 3:4 | 3:2 3:2 | 4:2 4:0 |         | 1:0 3:1 |
| Deportes Tolima        | 2:1 1:1 | 1:1 1:3 | 0:1 0:1 | 3:0 1:0 | 2:0 3:2 | 2:1 2:1 | 0:2 0:2 | 0:0 1:1 | 2:2 0:1 | 2:1 1:3 | 2:1 3:0 | 0:1 3:0 |         |

|                                    |
| Bandera de Colombia                |
| Campeón Deportivo Cali 1.er título |

## Goleadores
| Jugador               | Equipo                 | Goles |
| --------------------- | ---------------------- | ----- |
| Perfecto Rodríguez    | Independiente Medellín | 38    |
| Jorge Ramírez Gallego | Deportivo Cali         | 32    |
| Efraín Padilla        | Deportivo Pereira      | 29    |